# Johannes Popitz
Eduard Johannes Popitz est un homme politique allemand, né le 2 décembre 1884 à Leipzig et mort le 2 février 1945 à Berlin-Plötzensee.
Il est ministre sans portefeuille de 1932 à 1933. Il est ministre des Finances de la Prusse et résiste ensuite contre le nazisme. Il est arrêté à la suite du complot du 20 juillet 1944 et finalement exécuté peu avant la fin de la Seconde Guerre mondiale.